# حوزه انتخابیه اول مین
حوزه انتخابیه اول مین یک حوزه انتخابیه مجلس نمایندگان آمریکا است که در ایالت مین قرار دارد.